# Rio Pelotas
 (juillet 2014).
Si vous disposez d'ouvrages ou d'articles de référence ou si vous connaissez des sites web de qualité traitant du thème abordé ici, merci de compléter l'article en donnant les références utiles à sa vérifiabilité et en les liant à la section « Notes et références ».
Le rio Pelotas est une rivière brésilienne des États de Santa Catarina et du Rio Grande do Sul. Il marque la frontière entre ces deux États sur une partie de son cours.

## Géographie
Il naît dans le parc national de São Joaquim, dans la serra Geral, dans la municipalité de Bom Jardim da Serra, dans l'État de Santa Catarina. Sa source se trouve à plus de 1 000 mètres d'altitude, non loin de celles du rio Laranjeiras et du rio Lava-Tudo.
Il se dirige alors vers le sud-ouest, marquant la limite des municipalités de Bom Jardim da Serra et São Joaquim.
Arrivant à la frontière entre Santa Catarina et le Rio Grande do Sul, il bifurque vers l'ouest jusqu'à rejoindre le rio Canoas, avec lequel il forme le rio Uruguai.